# Antocha longispina
Antocha longispina är en tvåvingeart som beskrevs av Alexander 1969. Antocha longispina ingår i släktet Antocha och familjen småharkrankar. Inga underarter finns listade i Catalogue of Life.